# Villa Francia
Villa Francia (inizialmente Palazzo Francia, quindi Villa Preziosi) è una storica residenza barocca del XVIII secolo situata a Lia a Malta.

## Storia

### Casino di caccia
Villa Francia era in origine un ben più modesto edificio di un solo piano utilizzato come residenza di caccia. All'epoca il villaggio di Lia, in piena campagna, era scarsamente popolato: ciò era in parte dovuto al timore di attacchi da parte degli Ottomani. Solamente quando questi timori si affievolirono Lia iniziò ad attrarre nobili intenzionati a costruirvi le proprie residenze. L'area non è più una zona di caccia.

### Villa Preziosi
La villa venne edificata verso il 1757 da Francesco Preziosi. Si ritiene che l'aggiunta del secondo piano risalga alla fine del XVIII secolo; altri lavori interessarono gli interni per renderli conformi a quelli di una residenza di pregio a metà del XX secolo. In questo periodo l'edificio era noto come Villa Preziosi.
Per un certo periodo durante il periodo britannico la villa fu la residenza del dottor Waugh. Questi fu sepolto nel giardino della proprietà.

### Villa Francia
La residenza divenne nota come Villa Francia quando divenne proprietà della famiglia Francia.
L'ex primo ministro maltese, Ugo Pasquale Mifsud, e sua moglie (nata Francia) vissero nella villa dal settembre 1924 all'agosto 1927, e di nuovo dal giugno 1932 al novembre 1933. Alcuni documenti appartenuti a Ugo Pasquale Mifsud sono esposti al pubblico nell'edificio.
Uno degli ultimi discendenti dei Francia, John Baptist Francia, adottò un certo William (Bill) Fenton nel 1971. Alla morte di John Baptist Francia nel 1974, i termini del suo testamento stabilivano che la proprietà sarebbe passata a suo figlio e, alla morte di quest'ultimo, alla Chiesa cattolica maltese. Bill Fenton morì nel 1988, così la villa finì nelle mani della Chiesa. Tuttavia, un precedente accordo tra lo Stato maltese e la Chiesa sancì il passaggio della residenza al governo maltese.

### Residenza ufficiale del primo ministro
Oggi la villa svolge la funzione di residenza ufficiale del primo ministro maltese. Il restauro della villa, finanziato anche tramite fondi europei, ha come obiettivo l'apertura della villa al pubblico.